# Paludikultur

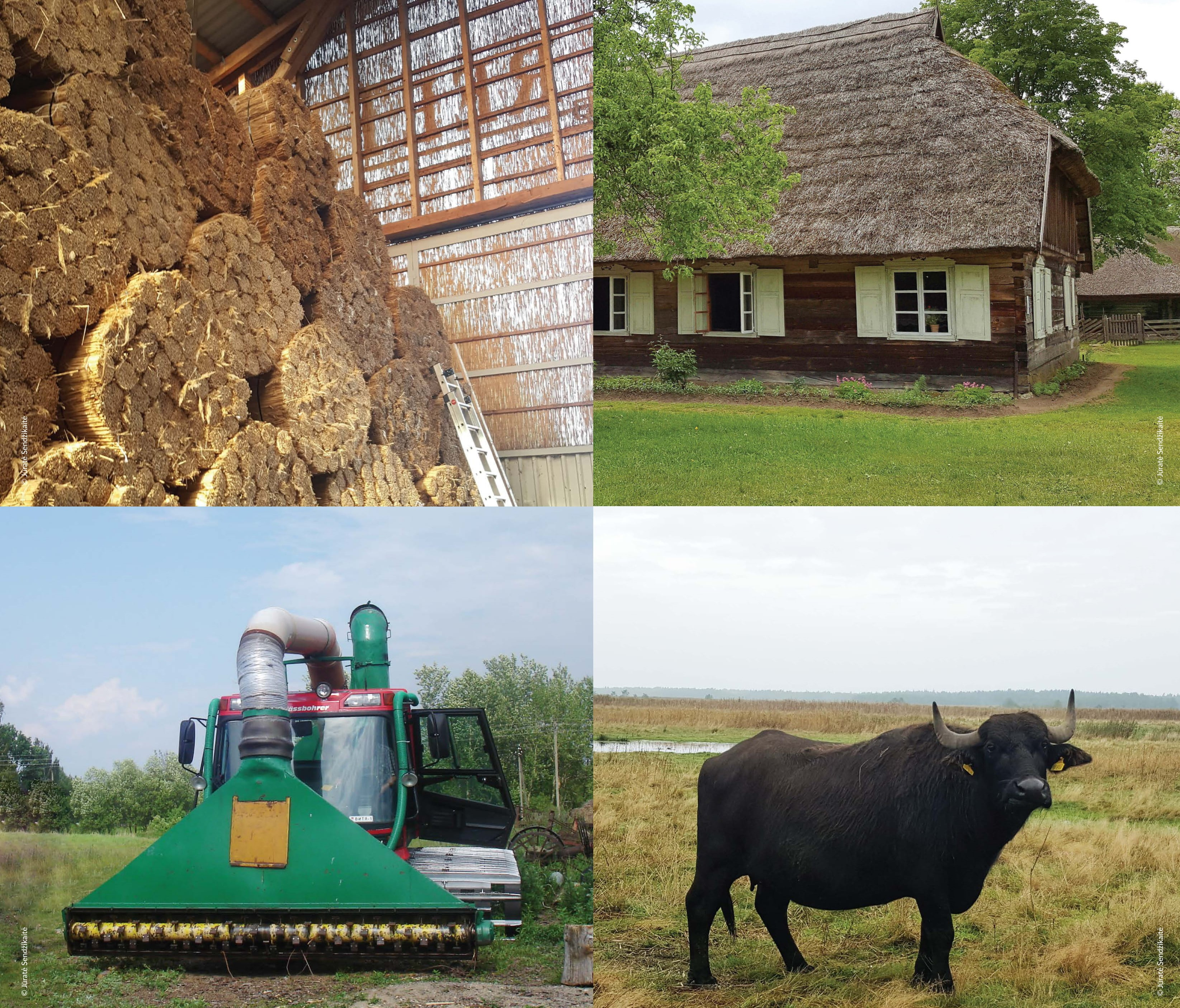
Paludikultur-Möglichkeiten: Geerntetes Röhricht, Reetdach, Erntemaschine und Wasserbüffel

Paludikultur (von lateinisch palus „Morast, Sumpf“ und cultura „Bewirtschaftung“) ist die land- und forstwirtschaftliche Nutzung nasser Moorstandorte. Ein traditionelles Beispiel ist der Anbau von Röhrichten für Dachreet. Neuere Varianten sind die Kultivierung von Pflanzen zur Energiegewinnung aus Biomasse oder von Torfmoosen als Torfersatz für Kultursubstrate im Gartenbau.
Durch ganzjährig hohe Wasserstände soll der Erhalt bzw. die Erzeugung von Ökosystemdienstleistungen erreicht werden, z. B. Speicherung von Kohlenstoff, Hochwasserschutz oder Biodiversität. Daher ist ein wichtiges Ziel der Paludikultur der Erhalt oder die Neubildung von Torf.

## Ausgangsbedingungen

### Trockenlegung und Wiedervernässung von Mooren
Moore machen lediglich 3 % der Landfläche der Erde aus, speichern jedoch mit 450 Gt etwa ein Drittel des weltweiten Bodenkohlenstoffs und etwa doppelt so viel Kohlenstoff wie der gesamte Waldbestand der Erde. Bis heute werden Moore großflächig für Land- und Forstwirtschaft sowie Torfabbau entwässert. Dadurch werden die über Jahrtausende gebildeten Torfe belüftet und von Mikroben zersetzt. Die Folgen sind eine Bodendegradierung und Moorsackung. Dieser sogenannte „Teufelskreis der Moornutzung“ führt zum Verlust von standorttypischer Biodiversität sowie Verlust der Wasserfilter-, Wasserspeicher- und Rückhaltefunktion und steigert die Belastung von Grund- und Oberflächenwasser zusätzlich durch Nährstoffausträge. Durch Absenken der Grundwasserhorizonte entstehen andauernde Folgekosten auch nach Ende der Ertragszuwächse. Die fortwährende Degradierung macht diese Flächen zudem langfristig nicht mehr nutzbar.
Vor allem aber setzen entwässerte Moorböden enorme Mengen des Treibhausgases Kohlenstoffdioxid frei. Weltweit sind 0,3 % der Moore entwässert; diese emittieren zwei Gt CO2 jährlich. Das ist ein Drittel der Treibhausgase aus Land- und Forstwirtschaft, also 6 % der gesamten vom Menschen verursachten Kohlenstoffemissionen, und entspricht der dreifachen Menge des globalen Flugverkehrs. Entwässerte Moore sind damit Hotspots der Emission von Treibhausgasen und ihre Wiedervernässung ein wichtiger Beitrag zum Klimaschutz. Ein Vergleich der Treibhausgasemissionen bei Paludikultur auf intakten und wiedervernässten Mooren ergab, dass eine Bewirtschaftung in den meisten Fällen nur auf wiedervernässten Mooren sinnvoll ist.

### Flächenbedarf der Menschheit
Angesichts des Nutzungsdrucks einer wachsenden Weltbevölkerung rechnen Experten nationaler und internationaler Organisationen damit, dass Moorflächen der Landwirtschaft auch in Zukunft zur Verfügung stehen müssen. Damit sie als Kohlenstoff- und Wasserspeicher funktionieren, empfiehlt etwa die FAO, Moore nicht zu entwässern, sondern als nasse oder wiedervernässte Standorte durch Paludikultur zu nutzen. Als Produktionsalternative kann Paludikultur somit die Akzeptanz in der Bevölkerung steigern.

## Geschichte und Verbreitung der Paludikultur

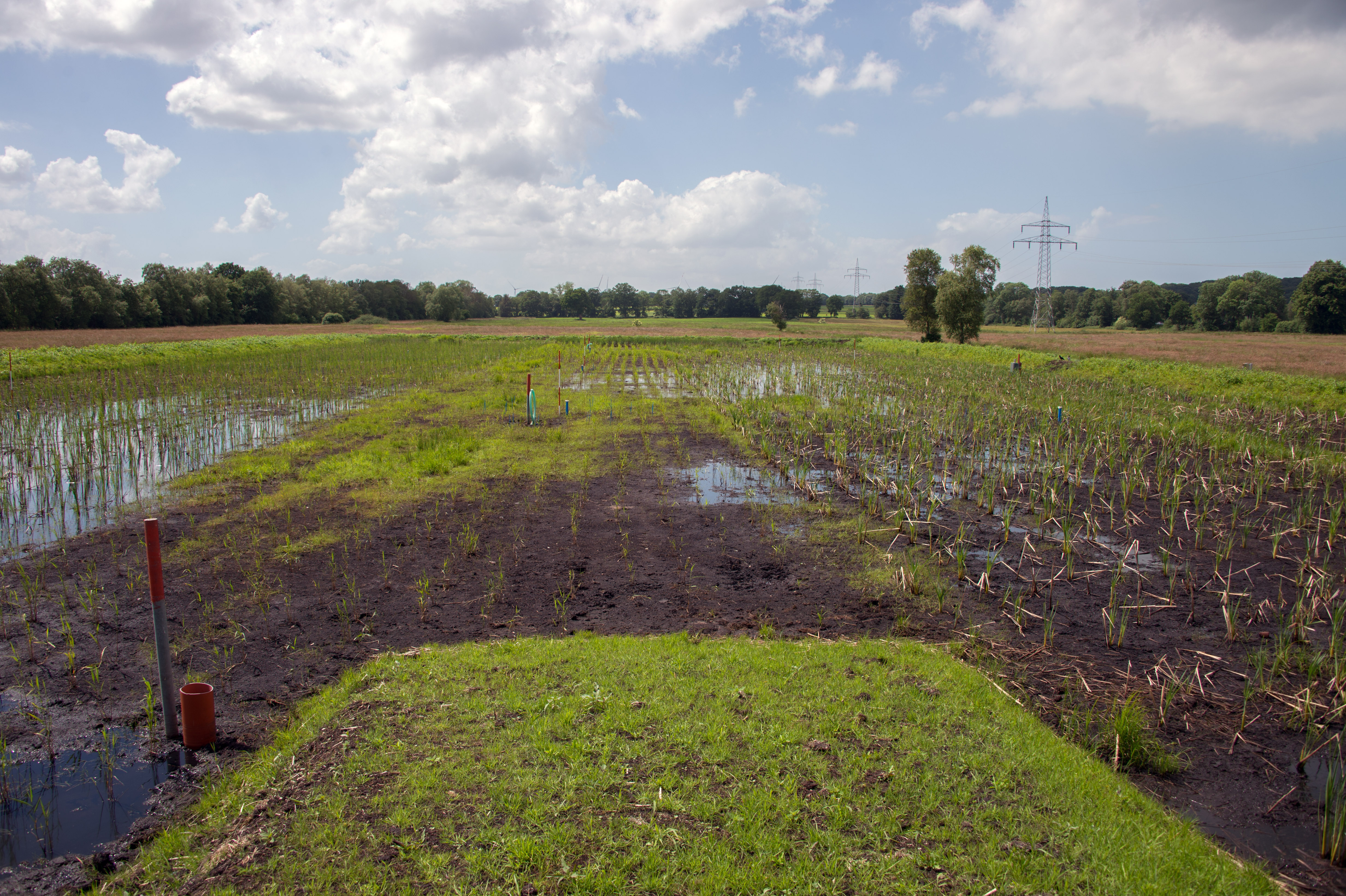
Versuchsfeld für eine Rohrkolben-Paludikultur in Niedersachsen.

Das Konzept wurde an der Universität Greifswald (u. a. von Hans Joosten) entwickelt, geht aber auf Vorläufer zurück und wird international angewendet, unter anderem auch in den Tropen.

### Paludikultur in den Tropen
Die überwiegend den Bantu zugehörige lokale Bevölkerung der größten bekannten Torflandschaft der Tropen, Cuvette Centrale im Kongobecken, sichert ihren Lebensunterhalt oft durch Fischerei, Jagd, die Ernte von Waldprodukten wie Palmwedel für Dachkonstruktionen und kleinräumige Landwirtschaft, beispielsweise mit Maniok, Bananen, Ziegen oder Hühnern, wobei vor allem Terra-firme-Wald land- oder forstwirtschaftlich genutzt wird und traditionelle nomadische Lebensweisen zurückgehen. Die derzeitige Nutzung der Torfgebiete wird als relativ nachhaltig angesehen und kann dem Konzept der Paludikultur zugerechnet werden.

### Paludikultur in nördlichen Moorgebieten
Paludikultur-Versuchsflächen sind mittlerweile an mehreren Standorten in Deutschland zu finden.
Der Anbau von Torfmoosen wurde auch in Kanada über sechs Jahre hinweg getestet.

## Produkte aus Paludikultur

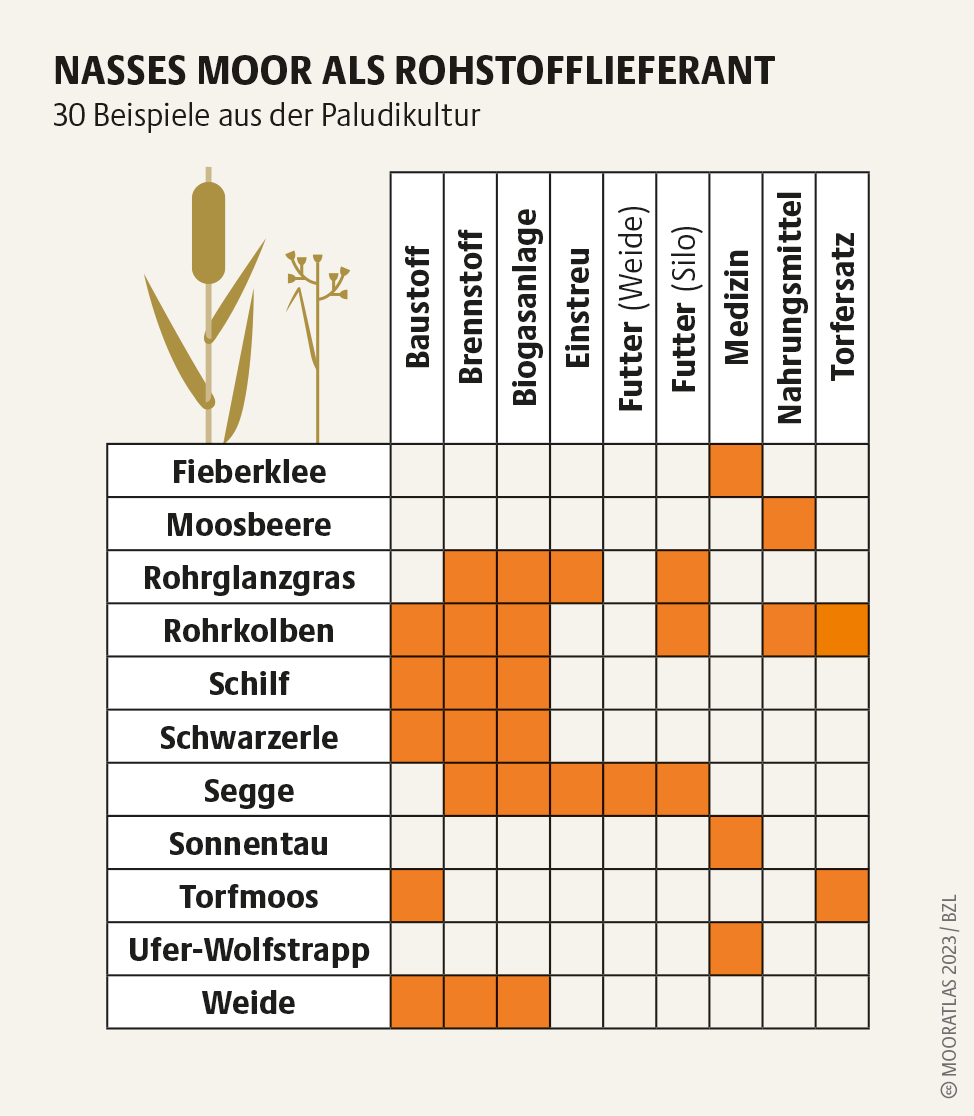
Für Paludikultur geeignete Arten und Anwendungsbereiche daraus gewonnener Produkte

Paludikultur-Produkte können in Landwirtschaft, Industrie und Handwerk, Energieproduktion und anderen Branchen genutzt werden. Eine Nutzung ortstypischer Pflanzenarten ist dabei anzustreben. Bei der Ernte werden spezielle Maschinen eingesetzt. Es kann weiterhin unterschieden werden, ob die Produkte gezielt angebaut wurden oder sowieso vorhandene Produkte verwertet werden.

### Paludikultur auf Niedermoor
Geeignete Paludikultur-Pflanzen für wiedervernässte Niedermoore sind in Mitteleuropa:
- Halmgüter wie Schilf, Seggen oder Rohrglanzgras
- Kräuter, z. B. Fieberklee und Baldrian
- Gehölze, z. B. Weiden (auch in Form von Kurzumtriebsplantagen[15]) oder Schwarzerle
- Nahrungsmittel wie Moosbeere und Rohrkolben

Röhrichte und Riede lassen sich stofflich als form- und abbaubare Verpackungstechnologie, Bau- und Dämmstoff verwerten oder in Form von Briketts, Pellets oder Biogas zur Energiegewinnung. Die gewonnene Biomasse lässt sich als regionaler nachwachsender Rohstoff energetisch zur dezentralen Wärme- und Stromerzeugung nutzen. Sie ist der Biomasse aus Energieträgern wie Mais- oder Grassilage auf drainierten Mooren in der Bilanz klar überlegen. Die Biomasse von 1 ha Schilf (8 t) entspricht dem Energiegehalt von 3000 l Heizöl. Halmgüter wie Schilf und Seggen haben einen ähnlich hohen Heizwert wie Holz.
Abgesehen von der Nutzung pflanzlicher Erzeugnisse können Niedermoorstandorte mit angrenzenden trockenen Mineralbodenbereichen auch durch Wasserbüffel beweidet werden, die Fleisch und Milch liefern.

### Paludikultur auf Hochmoor
Torfmoose (lat. Sphagnum) lassen sich auf degradierten Hochmooren kultivieren und als Alternative zu gering zersetztem Weißtorf in gartenbaulichen Kultursubstraten verwenden. Der weltweite Bedarf an Weißtorf beträgt jährlich 30 Mio. m³. Dieser wird bisher durch Torfabbau gewonnen, was zur Zerstörung sensibler Ökosysteme und zur Freisetzung von CO2 führt. Die Vorräte an abbaubarem Weißtorf in West- und Mitteleuropa sind nahezu erschöpft, Deutschland z. B. importiert als derzeit europaweit größter Substratproduzent und -nutzer für den Erwerbsgartenbau 1,8 Mio. m³. Der Anbau von Torfmoosen auf wiedervernässten Hochmoorflächen führt dagegen zu einer Verringerung der Kohlenstofffreisetzung und ist somit eine Möglichkeit, hochwertige Kultursubstrate als nachwachsenden Rohstoff nachhaltig zu produzieren. Die wirtschaftliche Rentabilität des Torfmoosanbaus ist allerdings bisher ungeklärt.